# Brian Johns (periodista)
Brian Francis Johns (Gordonvale, Australia, 6 de mayo de 1936-Sídney, 1 de enero de 2016) fue un periodista australiano, director general de la Australian Broadcasting Corporation (ABC) entre 1995 y 2000.

## Biografía
Johns nació en 1936 en Gordonvale, Queensland, y se trasladó con su familia a Sídney en 1947. En la década de 1960 trabajó como periodista en los periódicos The Australian y The Sydney Morning Herald (SMH), también escribió para la revista The Bulletin.
En 1979, se unió a Penguin Books como director editorial. Fue director general del Special Broadcasting Service (SBS) entre 1987 y 1992, y de la Australian Broadcasting Corporation (ABC) entre 1995 y 2000.
En 1988 fue nombrado oficial de la Orden de Australia (AO). Johns falleció de cáncer el 1 de enero de 2016 en el hospital de Sídney.